# Irataba

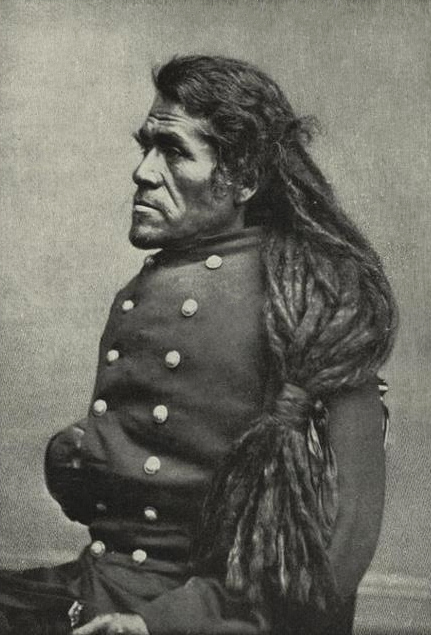
El jefe mohave Irataba, 1864.

Irataba (Mohave: eecheeyara tav [eːt͡ʃeːjara tav], también conocido como Yara tav, Yarate:va, Arateve; c. 1814–1874) fue un dirigente de la Nación Mohave, conocido por su función como mediador entre su pueblo y los Estados Unidos. Nació cerca del Río Colorado en lo que hoy en día se conoce como Arizona. Irataba fue un orador de renombre y uno de los primeros Mohave en hablar inglés; habilidad que empleó para desarrollar las relaciones con los Estados Unidos. Recientes registros mencionan su talla física grande y su comportamiento apacible. Irataba fue el primer amerindio contactado en la nueva región en 1851, cuando asistió a la Expedición Sitgreaves. En 1854,  conoció a Amiel Whipple, entonces jefe de una expedición que cruzaba Colorado. Muchos Mohave ayudaron al grupo, e Irataba estuvo de acuerdo en acompañarles a través del territorio Paiute por el Old Spanich Trail, el cual tomarían hasta California del sur. Él más tarde ayudó y protegió otras expediciones, ganándose una reputación entre los "blancos" como el líder nativo más importante en la región.
En contra del consejo de Irataba, en 1858 los guerreros mohave atacaron la primera caravana de emigrantes que utilizó la carretera de Beale a través del territorio mohave. Como consecuencia, el Departamento de Guerra de los Estados Unidos envió un destacamento al mando del coronel William Hoffman para pacificar a la tribu. Tras una serie de enfrentamientos conocidos como la Guerra Mohave, Hoffman consiguió dominar a los nativos y les exigió que permitieran el paso de colonos por su territorio. Para garantizar su cumplimiento, en abril de 1859 se construyó el Fuerte Mohave cerca del lugar de la batalla. Hoffman también encarceló a varios líderes mohave. Tras abogar por unas relaciones amistosas con los blancos, Irataba se convirtió en el Aha macave yaltanack de la nación, un líder elegido y no hereditario.
Como resultado de sus numerosas interacciones con funcionarios y colonos estadounidenses, Irataba fue invitado a Washington D. C., en 1864, para una reunión oficial con miembros del ejército y el gobierno de Estados Unidos, entre ellos el presidente Abraham Lincoln. De este modo, se convirtió en el primer nativo americano del suroeste que se reunía con un presidente estadounidense. Recibió una atención considerable durante sus visitas a la capital estadounidense y a las ciudades de Nueva York y Filadelfia, donde recibió regalos, entre ellos un bastón con cabeza de plata de manos de Lincoln. A su regreso, negoció la creación de la reserva india del río Colorado, lo que provocó una división en la nación mohave cuando condujo a varios cientos de sus partidarios al valle del río Colorado. La mayoría de los mohave prefirieron permanecer en sus tierras ancestrales cerca de Fuerte Mohave y bajo la dirección de su líder hereditario, Homoseh quahote, menos entusiasta de la colaboración directa con los blancos. Como líder de la banda mohave del río Colorado, Irataba fomentó las relaciones pacíficas con los blancos, actuó como mediador entre las tribus enfrentadas de la zona y, durante sus últimos años, siguió dirigiendo a los mohave en sus continuos conflictos con los Paiute los Chemehuevi.
Como señaló la etnógrafa Lorraine Sherer, «para algunos es una figura heroica, para otros fue un colaborador blanco que no defendió los derechos de los mojave.La Sociedad Irataba, una organización benéfica sin ánimo de lucro dirigida por las tribus indias del río Colorado, se fundó en 1970 en Parker (Arizona), donde un recinto deportivo, el Irataba Hall, también lleva su nombre. En 2002, la Oficina de Administración de Tierras de Estados Unidos designó 32 745 acres (132,51 km2) en las montañas Eldorado como Ireteba Peaks Wilderness. En marzo de 2015, el presidente de la tribu mohave, Dennis Patch, atribuyó a Irataba el mérito de garantizar que «los mohaves permanecieran en la tierra en la que habían vivido desde tiempos inmemoriales.»